# Marchamp
Marchamp ist eine französische Gemeinde mit 135 Einwohnern (Stand: 1. Januar 2022) im Département Ain in der Region Auvergne-Rhône-Alpes. Sie gehört zum Arrondissement Belley, zum Kanton Lagnieu und zum Gemeindeverband Plaine de l’Ain.

## Geografie
Die Gemeinde Marchamp liegt in der Landschaft Bugey, am Bach Brive, etwa 13 Kilometer westlich von Belley. Umgeben wird Marchamp von den Nachbargemeinden von Lompnas im Norden, Innimond im Osten, Ambléon im Südosten, Lhuis im Süden und Westen sowie Seillonnaz im Nordwesten.

## Bevölkerungsentwicklung
| Jahr                       | 1962 | 1968 | 1975 | 1982 | 1990 | 1999 | 2006 | 2012 | 2021 |
| Einwohner                  | 175  | 145  | 113  | 106  | 106  | 108  | 112  | 129  | 132  |
| Quellen: Cassini und INSEE |      |      |      |      |      |      |      |      |      |

## Sehenswürdigkeiten
- romanische Kirche Saint-Maurice
- Kapelle Notre-Dame-de-la-Visitation im Ortsteil Vercraz
- Paläoökologisches Fundstelle und Museum von Cerin
- Wasserfall von Le Martinet
- Wasserturm im Ortsteil Vercraz

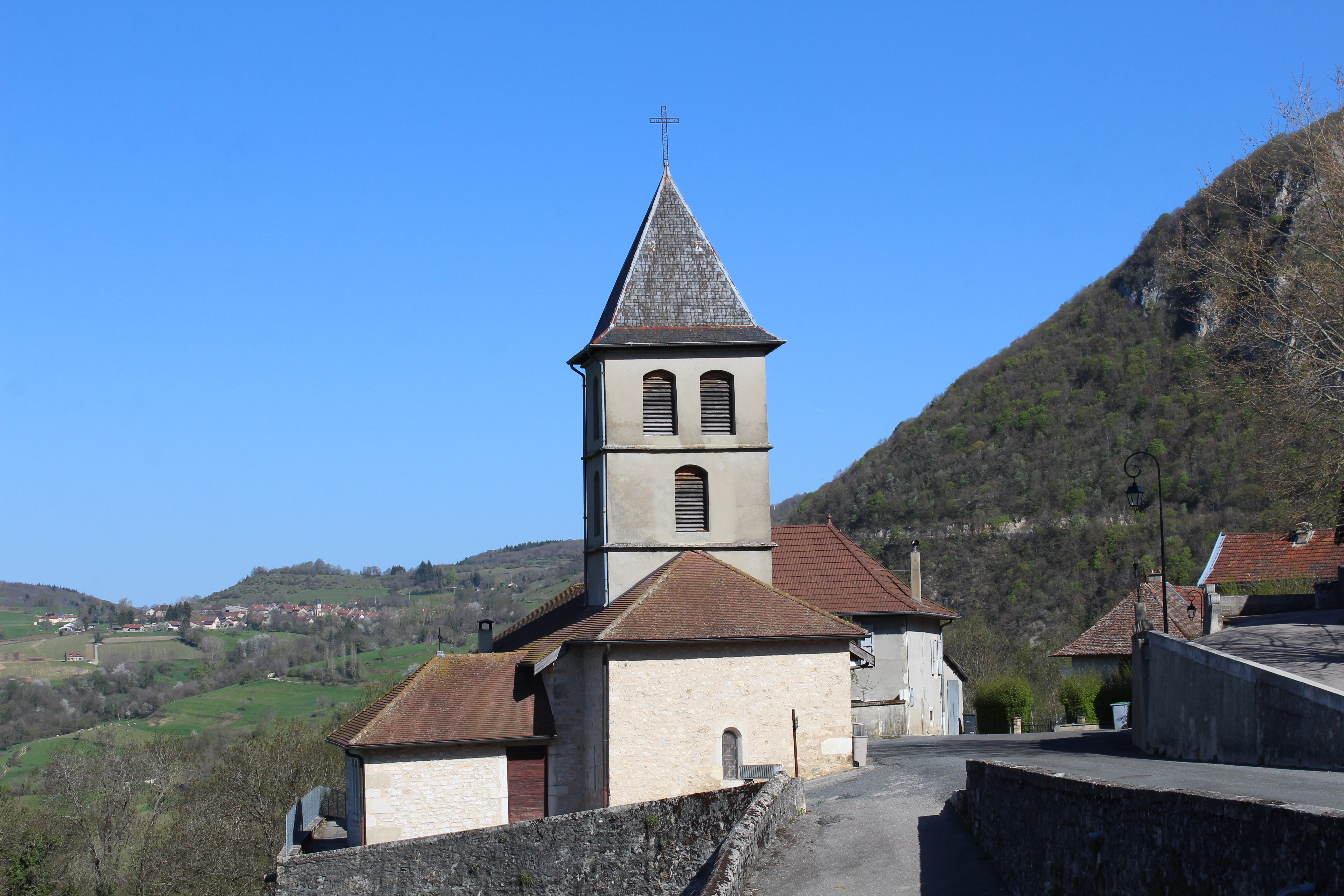
Kirche Sainmt-Maurice
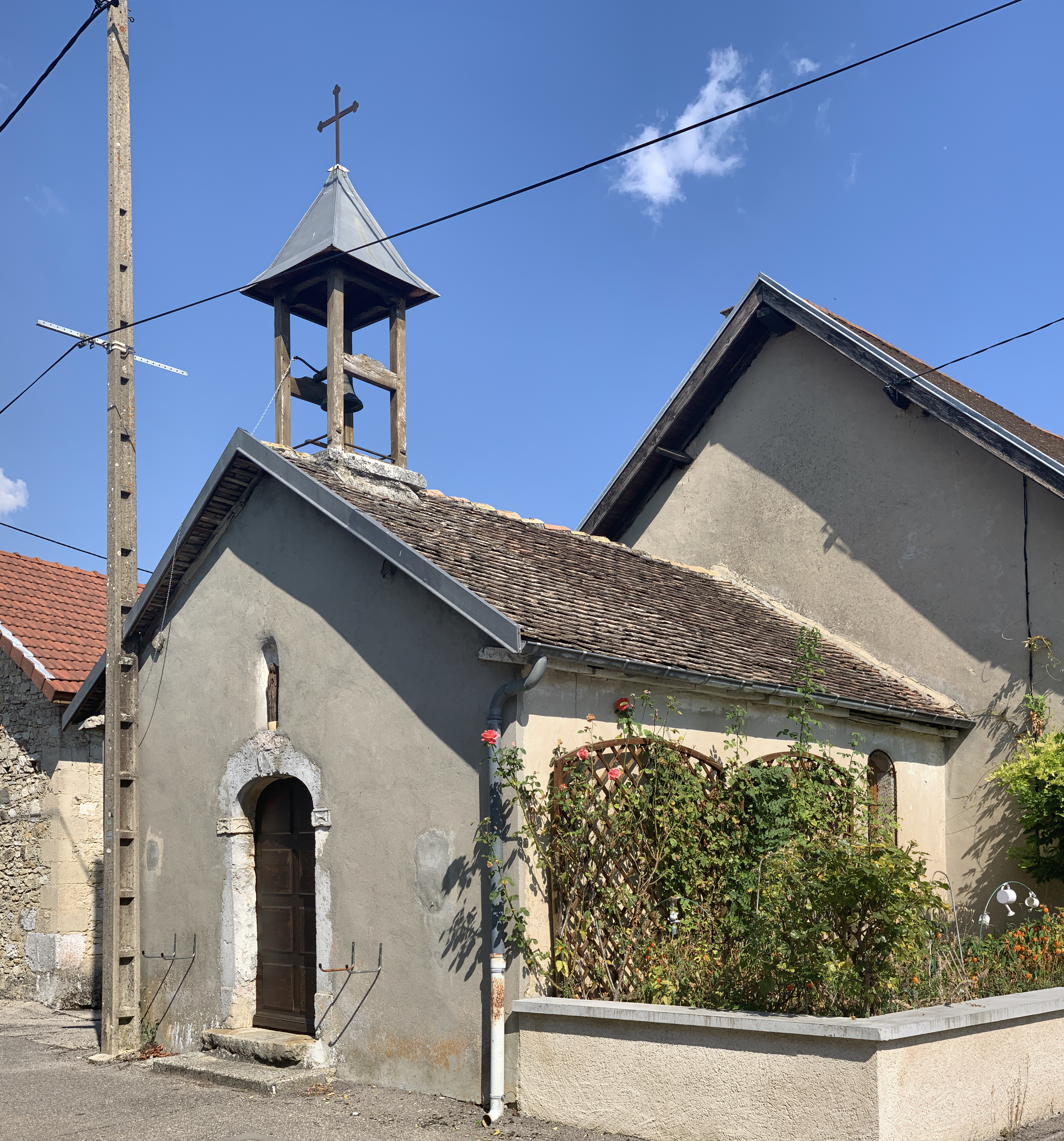
Kapelle Notre-Dame-de-la-Visitation in Vercraz
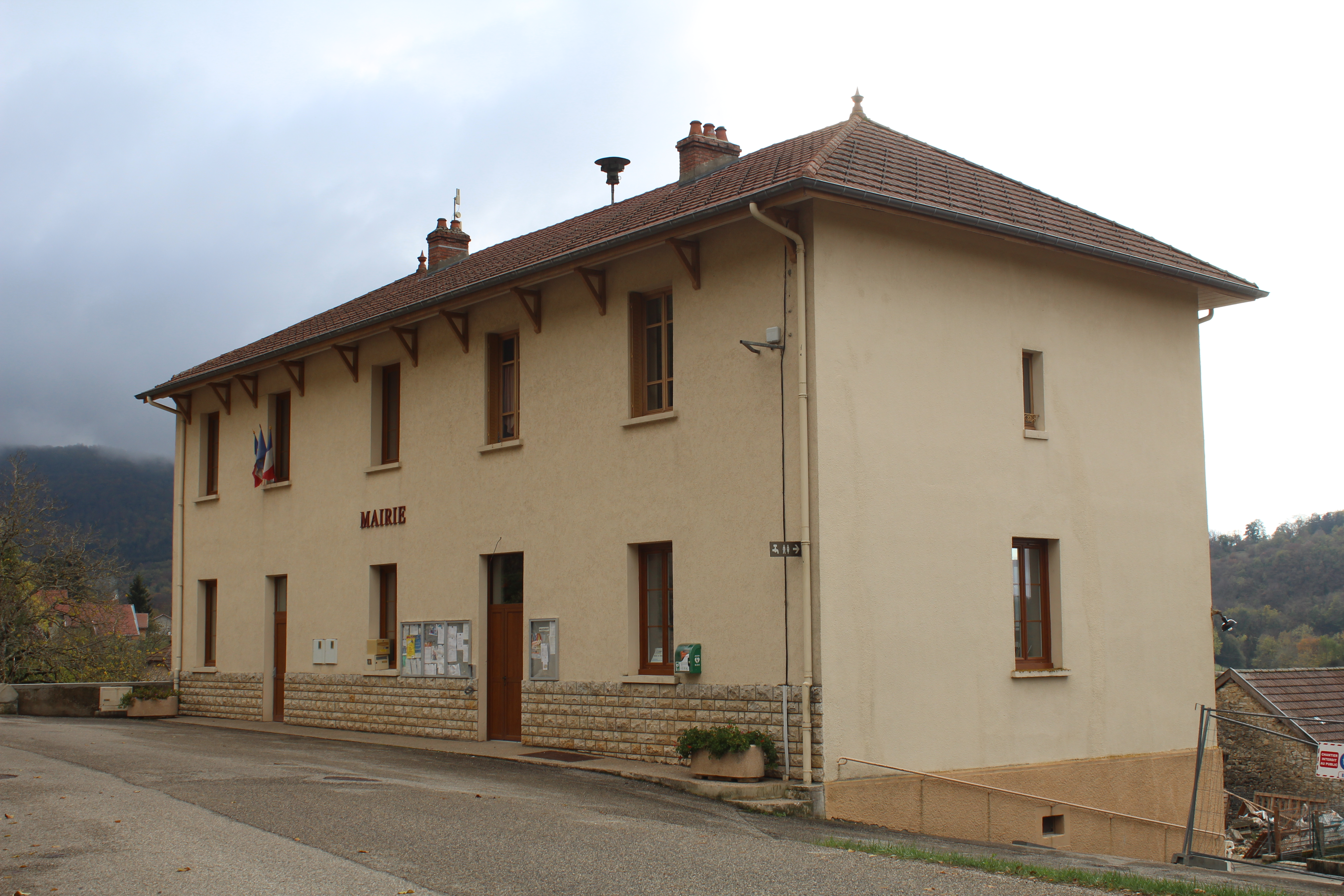
Rathaus (Mairie) von Marchamp
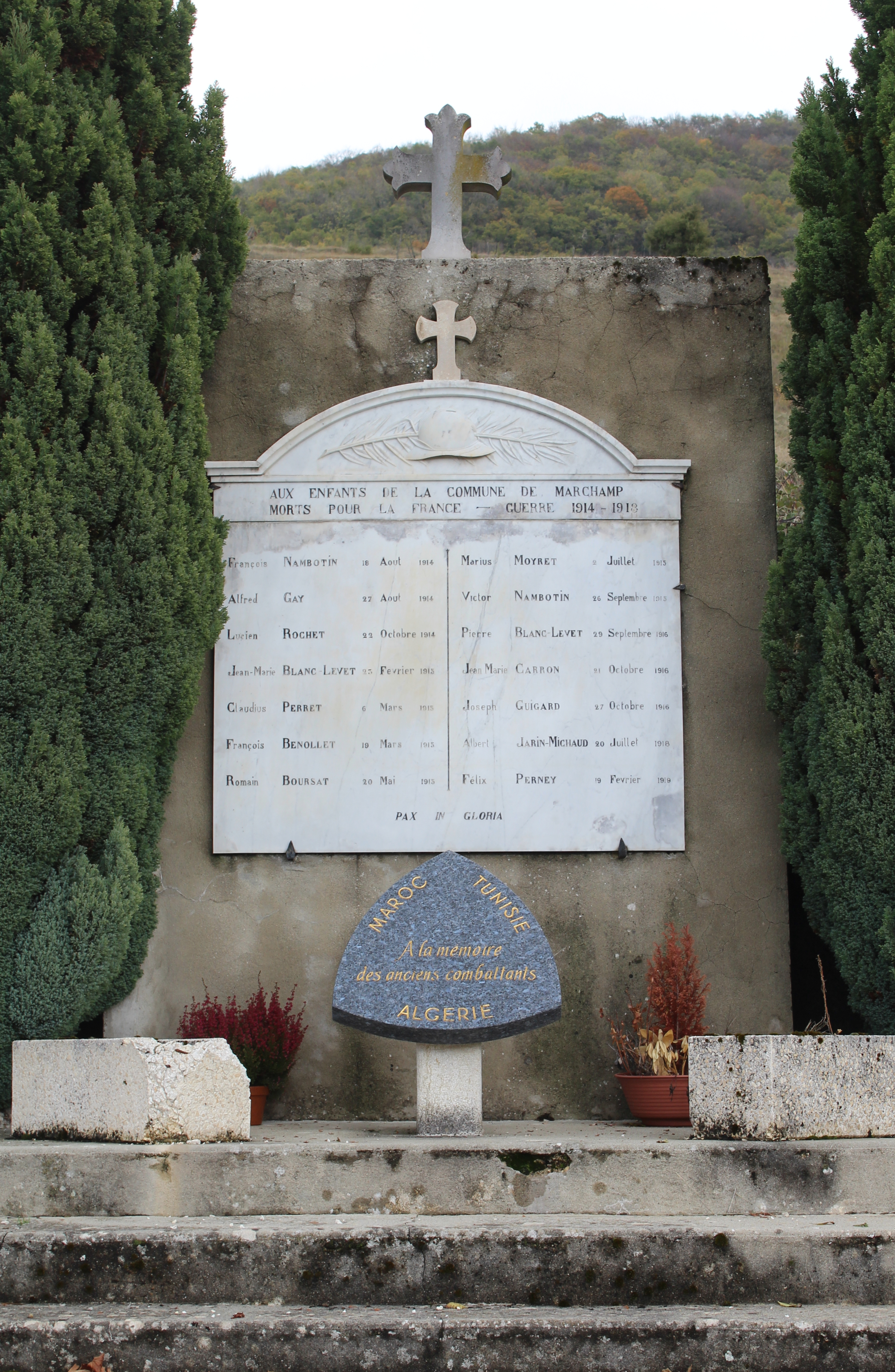
Gefallenendenkmal